# Hall of Fame Open
L'Hall of Fame Open è stato un torneo professionistico di tennis che si svolgeva sui campi in erba dell'International Tennis Hall of Fame a Newport, negli Stati Uniti. Inaugurato nel 1976 con il nome Hall of Fame Tennis Championships e ribattezzato con il nome su citato nel 2017, si teneva ogni anno nel mese di luglio, nella settimana seguente il Torneo di Wimbledon, in concomitanza con la cerimonia di induzione dei tennisti nella Hall of Fame. Faceva parte dell'ATP Tour 250 ed era l'ultimo torneo della stagione che si giocava sull'erba. Per ragioni di sponsorizzazione, nel 2022 ha preso il nome Infosys Hall of Fame Open e in precedenza il suo nome era stato associato a quello di altri sponsor. L'edizione del 2020 non viene disputata a causa della pandemia di COVID-19. Nel 2025 nell'ambito del progetto "oneVision" dell'ATP, è stato ridotto il numero di tornei ATP 250, e la licenza del torneo è stata acquisita dal torneo di Doha, che è passato alla categoria superiore, ATP 500.
Nell'albo d'oro figurano Brian Teacher e Johan Kriek, che hanno vinto tornei del Grande Slam, nonché Greg Rusedski e Mark Philippoussis che hanno raggiunto le finali nei Majors. Il giocatore che ha vinto più edizioni del singolare è John Isner con 4 successi (che ha inoltre vinto una volta in doppio), davanti ai 3 di Rusedski. In doppio comanda l'australiano Jordan Kerr con 5 vittorie, di cui tre con Jim Thomas.
Il torneo facente parte della categoria ATP Tour 250 prende il nome di Infosys Hall of Fame Open dal 2023 al 2025. Nel 2025, il torneo maschile viene declassato come evento ad un Challenger 125, e inoltre viene anche annunciata una estansione dell'edizione del torneo che diventa combined con l'inclusione del torneo femminile che fa parte della categoria WTA 125. Il torneo subisce un cambiamento di collocazione di una settimana, coincidendo con la seconda settimana del torneo di Wimbledon, per cercare di attrarre coloro che sono stati appunto sconfitti durante la prima settimana dello Slam londinese. La cerimonia d'introduzione della International Tennis Hall of Fame, originariamente tenuta durante la settimana del torneo, viene spostata durante la data di agosto.
Le edizioni del 1985, 1987 e 2025 sono state vinte da rappresentanti della stessa nazione, statunitensi, in tutte le discipline sia maschili che femminili.

## Finali passate

### Singolare maschile
| Anno | Vincitore                             | Finalista                             | Punteggio                             |
| ---- | ------------------------------------- | ------------------------------------- | ------------------------------------- |
| 1976 | Vijay Amritraj (1)                    | Brian Teacher                         | 6–3, 4–6, 6–3, 6–1                    |
| 1977 | Tim Gullikson                         | Hank Pfister                          | 6–4, 6–4, 5–7, 6–2                    |
| 1978 | Bernard Mitton                        | John James                            | 6–1, 3–6, 7–6                         |
| 1979 | Brian Teacher                         | Stan Smith                            | 1–6, 6–3, 6–4                         |
| 1980 | Vijay Amritraj (2)                    | Andrew Pattison                       | 6–1, 5–7, 6–3                         |
| 1981 | Johan Kriek                           | Hank Pfister                          | 3–6, 6–3, 7–5                         |
| 1982 | Hank Pfister                          | Mike Estep                            | 6–1, 7–5                              |
| 1983 | John Fitzgerald                       | Scott Davis                           | 2–6, 6–1, 6–3                         |
| 1984 | Vijay Amritraj (3)                    | Tim Mayotte                           | 3–6, 6–4, 6–4                         |
| 1985 | Tom Gullikson                         | John Sadri                            | 6–3, 7–5                              |
| 1986 | Bill Scanlon                          | Tim Wilkison                          | 7–5, 6–4                              |
| 1987 | Dan Goldie                            | Sammy Giammalva Jr.                   | 6–7, 6–4, 6–4                         |
| 1988 | Wally Masur                           | Brad Drewett                          | 6–2, 6–1                              |
| 1989 | Jim Pugh                              | Peter Lundgren                        | 6–4, 4–6, 6–2                         |
| 1990 | Pieter Aldrich                        | Darren Cahill                         | 7–6(10), 1–6, 6–1                     |
| 1991 | Bryan Shelton (1)                     | Javier Frana                          | 3–6, 6–4, 6–4                         |
| 1992 | Bryan Shelton (2)                     | Alex Antonitsch                       | 6–4, 6–4                              |
| 1993 | Greg Rusedski (1)                     | Javier Frana                          | 7–5, 6(7)–7, 7–6(5)                   |
| 1994 | David Wheaton                         | Todd Woodbridge                       | 6–4, 3–6, 7–6(5)                      |
| 1995 | David Prinosil                        | David Wheaton                         | 7–6(3), 5–7, 6–2                      |
| 1996 | Nicolás Pereira                       | Grant Stafford                        | 4–6, 6–4, 6–4                         |
| 1997 | Sargis Sargsian                       | Brett Steven                          | 7–6(0), 4–6, 7–5                      |
| 1998 | Leander Paes                          | Neville Godwin                        | 6–3, 6–2                              |
| 1999 | Chris Woodruff                        | Kenneth Carlsen                       | 6(5)–7, 6–4, 6–4                      |
| 2000 | Peter Wessels                         | Jens Knippschild                      | 7–6(3), 6–3                           |
| 2001 | Neville Godwin                        | Martin Lee                            | 6–1, 6–4                              |
| 2002 | Taylor Dent                           | James Blake                           | 6–1, 4–6, 6–4                         |
| 2003 | Robby Ginepri                         | Jürgen Melzer                         | 6–4, 6(3)–7, 6–1                      |
| 2004 | Greg Rusedski (2)                     | Alexander Popp                        | 7–6(5), 7–6(2)                        |
| 2005 | Greg Rusedski (3)                     | Vince Spadea                          | 7–6(3), 2–6, 6–4                      |
| 2006 | Mark Philippoussis                    | Justin Gimelstob                      | 6–3, 7–5                              |
| 2007 | Fabrice Santoro (1)                   | Nicolas Mahut                         | 6–4, 6–4                              |
| 2008 | Fabrice Santoro (2)                   | Prakash Amritraj                      | 6–3, 7–5                              |
| 2009 | Rajeev Ram (1)                        | Sam Querrey                           | 6(3)–7, 7–5, 6–3                      |
| 2010 | Mardy Fish                            | Olivier Rochus                        | 5–7, 6–3, 6–4                         |
| 2011 | John Isner (1)                        | Olivier Rochus                        | 6–3, 7–6(6)                           |
| 2012 | John Isner (2)                        | Lleyton Hewitt                        | 7–6(1), 6–4                           |
| 2013 | Nicolas Mahut                         | Lleyton Hewitt                        | 5–7, 7–5, 6–3                         |
| 2014 | Lleyton Hewitt                        | Ivo Karlović                          | 6–3, 6(4)–7, 7–6(3)                   |
| 2015 | Rajeev Ram (2)                        | Ivo Karlović                          | 7–6(5), 5–7, 7–6(2)                   |
| 2016 | Ivo Karlović                          | Gilles Müller                         | 6(2)–7, 7–6(5), 7–6(12)               |
| 2017 | John Isner (3)                        | Matthew Ebden                         | 6–3, 7–6(4)                           |
| 2018 | Steve Johnson                         | Ramkumar Ramanathan                   | 7–5, 3–6, 6–2                         |
| 2019 | John Isner (4)                        | Aleksandr Bublik                      | 7–6(2), 6–3                           |
| 2020 | Annullato per pandemia di Coronavirus | Annullato per pandemia di Coronavirus | Annullato per pandemia di Coronavirus |
| 2021 | Kevin Anderson                        | Jenson Brooksby                       | 7–6(8), 6–4                           |
| 2022 | Maxime Cressy                         | Aleksandr Bublik                      | 2–6, 6–3, 7–6(3)                      |
| 2023 | Adrian Mannarino                      | Alex Michelsen                        | 6–2, 6–4                              |
| 2024 | Marcos Giron                          | Alex Michelsen                        | 6(4)–7, 6–3, 7–5                      |
| 2025 | Zachary Svajda                        | Adrian Mannarino                      | 7–5, 6–3                              |

### Doppio maschile
| Anno | Vincitori                                | Finalisti                                 | Punteggio                             |
| ---- | ---------------------------------------- | ----------------------------------------- | ------------------------------------- |
| 1977 | Brian Fairlie Ismail El Shafei           | Tim Gullikson Tom Gullikson               | 6–7, 6–3, 7–6                         |
| 1978 | Tim Gullikson Tom Gullikson              | Colin Dibley Bob Giltinan                 | 6–4, 6–4                              |
| 1979 | Bob Lutz Stan Smith                      | Chris Kachel John James                   | 6–4, 7–6                              |
| 1980 | Andrew Pattison Butch Walts              | Fritz Buehning Peter Rennert              | 7–6, 6–4                              |
| 1981 | Erik Van Dillen Brad Drewett             | Kevin Curren Billy Martin                 | 6–2, 6–4                              |
| 1982 | Andy Andrews John Sadri                  | Syd Ball Rod Frawley                      | 3–6, 7–6, 7–5                         |
| 1983 | Vijay Amritraj (1) John Fitzgerald       | Tim Gullikson Tom Gullikson               | 6–3, 6–4                              |
| 1984 | David Graham Laurie Warder               | Ken Flach Robert Seguso                   | 6–4, 7–6                              |
| 1985 | Peter Doohan Sammy Giammalva Jr.         | Paul Annacone Christo van Rensburg        | 6–1, 6–3                              |
| 1986 | Vijay Amritraj (2) Tim Wilkison          | Eddie Edwards Francisco González          | 4–6, 7–5, 7–6                         |
| 1987 | Dan Goldie Larry Scott                   | Chip Hooper Mike Leach                    | 1–6, 6–3, 7–5                         |
| 1988 | Kelly Jones Peter Lundgren               | Scott Davis Dan Goldie                    | 6–3, 7–6                              |
| 1989 | Patrick Galbraith Brian Garrow           | Neil Broad Stefan Kruger                  | 2–6, 7–5, 6–3                         |
| 1990 | Darren Cahill Mark Kratzmann             | Todd Nelson Bryan Shelton                 | 7–6, 6–2                              |
| 1991 | Gianluca Pozzi Brett Steven (1)          | Javier Frana Bruce Steel                  | 6–4, 6–4                              |
| 1992 | Royce Deppe David Rikl                   | Paul Annacone David Wheaton               | 6–4, 6–4                              |
| 1993 | Javier Frana Christo van Rensburg        | Byron Black Jim Pugh                      | 4–6, 6–1, 7–6                         |
| 1994 | Alex Antonitsch Greg Rusedski            | Kent Kinnear David Wheaton                | 6–4, 3–6, 6–4                         |
| 1995 | Jörn Renzenbrink Markus Zoecke           | Paul Kilderry Nuno Marques                | 6–1, 6–2                              |
| 1996 | Marius Barnard Piet Norval               | Paul Kilderry Michael Tebbutt             | 6–7, 6–4, 6–4                         |
| 1997 | Justin Gimelstob Brett Steven (2)        | Kent Kinnear Aleksandar Kitinov           | 6–3, 6–4                              |
| 1997 | Doug Flach Sandon Stolle                 | Scott Draper Jason Stoltenberg            | 6–2, 4–6, 7–6(5)                      |
| 1997 | Wayne Arthurs Leander Paes               | Sargis Sargsian Chris Woodruff            | 6(6)–7, 7–6(5), 6–3                   |
| 2000 | Jonathan Erlich (1) Harel Levy           | Kyle Spencer Mitch Sprengelmeyer          | 7–6(2), 7–5                           |
| 2001 | Bob Bryan (1) Mike Bryan (1)             | André Sá Glenn Weiner                     | 6–3, 7–5                              |
| 2002 | Bob Bryan (2) Mike Bryan (2)             | Jürgen Melzer Alexander Popp              | 7–5, 6–3                              |
| 2003 | Jordan Kerr(1) David Macpherson          | Julian Knowle Jürgen Melzer               | 7–6(4), 6–3                           |
| 2004 | Jordan Kerr (2) Jim Thomas (1)           | Grégory Carraz Nicolas Mahut              | 6–3, 6(5)–7, 6–3                      |
| 2005 | Jordan Kerr (3) Jim Thomas (2)           | Graydon Oliver Travis Parrott             | 7–6(5), 7–6(5)                        |
| 2006 | Robert Kendrick Jürgen Melzer            | Jeff Coetzee Justin Gimelstob             | 7–6(3), 6–0                           |
| 2007 | Jordan Kerr (4) Jim Thomas (3)           | Nathan Healey Igor' Kunicyn               | 6–3, 7–5                              |
| 2008 | Mardy Fish John Isner                    | Rohan Bopanna Aisam-ul-Haq Qureshi        | 6–4, 7–6(1)                           |
| 2009 | Jordan Kerr (5) Rajeev Ram (1)           | Michael Kohlmann Rogier Wassen            | 6(6)–7, 7–6(7), [10–6]                |
| 2010 | Carsten Ball Chris Guccione (1)          | Santiago González Travis Rettenmaier      | 6–3, 6–4                              |
| 2011 | Matthew Ebden Ryan Harrison              | Johan Brunström Adil Shamasdin            | 4–6, 6–3, [10–5]                      |
| 2012 | Santiago González Scott Lipsky           | Colin Fleming Ross Hutchins               | 7–6(3), 6–3                           |
| 2013 | Nicolas Mahut Édouard Roger-Vasselin     | Tim Smyczek Rhyne Williams                | 6(4)–7, 6–2, [10–5]                   |
| 2014 | Chris Guccione (2) Lleyton Hewitt        | Jonathan Erlich Rajeev Ram                | 7–5, 6–4                              |
| 2015 | Jonathan Marray Aisam-ul-Haq Qureshi (1) | Nicholas Monroe Mate Pavić                | 4–6, 6–3, [10–8]                      |
| 2016 | Samuel Groth Chris Guccione (3)          | Jonathan Marray Adil Shamasdin            | 6–4, 6–3                              |
| 2017 | Aisam-ul-Haq Qureshi (2) Rajeev Ram (2)  | Matt Reid John-Patrick Smith              | 6–4, 4–6, [10–7]                      |
| 2018 | Jonathan Erlich (2) Artem Sitak          | Marcelo Arévalo Miguel Ángel Reyes Varela | 6–1, 6–2                              |
| 2019 | Marcel Granollers Sergiy Stakhovsky      | Marcelo Arévalo Miguel Ángel Reyes Varela | 6(10)–7, 6–4, [13–11]                 |
| 2020 | Annullato per pandemia di Coronavirus    | Annullato per pandemia di Coronavirus     | Annullato per pandemia di Coronavirus |
| 2021 | William Blumberg (1) Jack Sock           | Austin Krajicek Vasek Pospisil            | 6–2, 7–6(3)                           |
| 2022 | William Blumberg (2) Steve Johnson       | Raven Klaasen Marcelo Melo                | 6–4, 7–5                              |
| 2023 | Nathaniel Lammons Jackson Withrow        | William Blumberg Max Purcell              | 6–3, 5–7, [10–5]                      |
| 2024 | André Göransson Sem Verbeek              | Robert Cash James Tracy                   | 6–3, 6–4                              |
| 2025 | Robert Cash James Tracy                  | Hans Hach Verdugo Cristian Rodríguez      | 7–6(3), 6–3                           |

### Singolare femminile
| Anno       | Categoria              | Campionessa              | Finalista            | Punteggio            |
| ---------- | ---------------------- | ------------------------ | -------------------- | -------------------- |
| 1971       | Virginia Slims Circuit | Kerry Reid               | Françoise Dürr       | 6–3, 6(3)–7, 7–6(4)  |
| 1972       | Virginia Slims Circuit | Margaret Smith Court (1) | Billie Jean King     | 6–4, 6–1             |
| 1973       | Virginia Slims Circuit | Margaret Smith Court (2) | Julie Heldman        | 6–3, 6–2             |
| 1974       | Virginia Slims Circuit | Chris Evert (1)          | Betsy Nagelsen       | 6–4, 6–3             |
| 1975- 1982 | Non disputato          | Non disputato            | Non disputato        | Non disputato        |
| 1983       | Virginia Slims Series  | Alycia Moulton           | Kim Jones            | 6–3, 6–2             |
| 1984       | Virginia Slims Series  | Martina Navrátilová      | Gigi Fernández       | 6–3, 7–6(3)          |
| 1985       | Virginia Slims Series  | Chris Evert (2)          | Pam Shriver          | 6–4, 6–1             |
| 1986       | Virginia Slims Series  | Pam Shriver (1)          | Lori McNeil          | 6–4, 6–2             |
| 1987       | Virginia Slims Series  | Pam Shriver (2)          | Wendy White          | 6–2, 6–4             |
| 1988       | Tier IV                | Lori McNeil              | Barbara Potter       | 6–4, 4–6, 6–3        |
| 1989       | Tier IV                | Zina Garrison            | Pam Shriver          | 6–0, 6–1             |
| 1990       | Tier III               | Arantxa Sánchez Vicario  | Jo Durie             | 7–6(2), 4–6, 7–5     |
| 1991- 1998 | Torneo di esibizione   | Torneo di esibizione     | Torneo di esibizione | Torneo di esibizione |
| 1999- 2024 | Non disputato          | Non disputato            | Non disputato        | Non disputato        |
| 2025       | WTA 125                | Caty McNally             | Tatjana Maria        | 2-6, 6-4, 6-2        |

### Doppio femminile
| Anno       | Categoria              | Campionesse                         | Finaliste                          | Punteggio            |
| ---------- | ---------------------- | ----------------------------------- | ---------------------------------- | -------------------- |
| 1971       | Virginia Slims Circuit | Françoise Dürr (1) Judy Tegart      | Kerry Harris Kerry Reid            | 6–2, 6–1             |
| 1972       | Virginia Slims Circuit | Margaret Smith Court Lesley Hunt    | Rosie Casals Billie Jean King      | 6–2, 6–2             |
| 1973       | Virginia Slims Circuit | Françoise Dürr (2) Betty Stöve      | Janet Newberry Pam Teeguarden      | 6–4, 6–3             |
| 1974       | Virginia Slims Circuit | Lesley Charles Sue Mappin           | Julie Heldman Gail Sherriff        | 6–2, 7–5             |
| 1975- 1982 | Non disputato          | Non disputato                       | Non disputato                      | Non disputato        |
| 1983       | Virginia Slims Series  | Barbara Potter (1) Pam Shriver      | Barbara Jordan Elizabeth Smylie    | 6–3, 6–1             |
| 1984       | Virginia Slims Series  | Anna Maria Fernández Peanut Louie   | Lea Antonoplis Beverly Mould       | 7–5, 7–6             |
| 1985       | Virginia Slims Series  | Chris Evert Wendy Turnbull          | Pam Shriver Elizabeth Smylie       | 6–4, 7–6             |
| 1986       | Virginia Slims Series  | Terry Holladay Heather Ludloff      | Cammy MacGregor Gretchen Rush      | 6–1, 6–7, 6–3        |
| 1987       | Virginia Slims Series  | Gigi Fernández (1) Lori McNeil (1)  | Anne Hobbs Kathy Jordan            | 7–6(5), 7–5          |
| 1988       | Tier IV                | Rosalyn Fairbank Barbara Potter (2) | Gigi Fernández Lori McNeil         | 6–4, 6–3             |
| 1989       | Tier IV                | Gigi Fernández (2) Lori McNeil (2)  | Elizabeth Smylie Wendy Turnbull    | 6–3, 6–7, 7–5        |
| 1990       | Tier III               | Lise Gregory Gretchen Rush          | Patty Fendick Anne Smith           | 7–6, 6–1             |
| 1991- 1998 | Torneo di esibizione   | Torneo di esibizione                | Torneo di esibizione               | Torneo di esibizione |
| 1999- 2024 | Non disputato          | Non disputato                       | Non disputato                      | Non disputato        |
| 2025       | WTA 125                | Carmen Corley Ivana Corley          | Arianne Hartono Prarthana Thombare | 7-6(4), 6-3          |